# Juliette Contandriopoulos
Juliette Contandriopoulos est une botaniste française spécialiste de l’endémisme et des peuplements insulaires de Méditerranée. 

## Biographie
Juliette Contandriopoulos obtient une licence ès sciences naturelles en 1945 à la Faculté des sciences Saint-Charles à Marseille.
En 1945, elle est technicienne au laboratoire de botanique générale dirigé par le Professeur Pierre Choux, salariée du CNRS. En 1951, elle entame un projet de recherche sur la Corse avec le soutien de Louis Emberger, professeur à  Montpellier. Ce projet fait suite à de nombreuses sorties botaniques  en corse avec le professeur Gustave Malcuit et ses collègues. Dans ce projet elle collabore avec Claude Favarger expert en caryologie de l'Université de Neuchâtel. 
Elle soutient sa thèse Recherches sur la flore endémique corse et sur ses origines à l'Université de Montpellier en 1962. Pour ce travail remarquable, la Société botanique de France lui attribue le prix de Coincy en 1964.
Elle devient maître de recherche au CNRS en octobre 1967, poste qu'elle occupe jusqu’à sa retraite en 1985.

## Résultats scientifiques
Un résultat majeur est son étude de l’endémisme et des peuplements insulaires de Méditerranée grâce à une double approche biosystématique et biogéographique  qui a  révolutionné la compréhension du développement des plantes endémiques de la Corse, puis des Baléares et des autres iles de Méditerranée avec la professeure Maria Àngels Cardona i Florit de Barcelone.  
Avec Pierre Quézel qui arrive à Marseille en tant que professeur en 1962, elle étudie différents familles de plantes (Gesneriaceae, Globulariaceae, Dipsacaceae, Lamiaceae…). Ces recherches leur permettront de décrire maints taxons nouveaux : le genre Asyneumopsis (Campanulaceae), une cinquantaine d’espèces et dix sous-espèces. 